# Wyższa Oficerska Szkoła Samochodowa
Wyższa Oficerska Szkoła Samochodowa im. gen. Aleksandra Waszkiewicza (WOSS) – uczelnia wojskowa Sił Zbrojnych PRL.

## Historia
Szkoła powstała we wrześniu 1967 roku w wyniku przekształcenia Oficerskiej Szkoły Samochodowej na podstawie ustawy nadającej szkołom oficerskim statut szkoły wyższej.   Uczelnia kształciła oficerów-inżynierów służby czołgowo-samochodowej na poziomie studiów inżynierskich w specjalnościach eksploatacja i naprawa pojazdów mechanicznych.
Podchorążowie uzyskiwali prawo jazdy kategorii "C". Czas trwania nauki wynosił 4 lata. W 1990 roku Wyższą Oficerską Szkołę Samochodową rozformowano tworząc w jej miejsce Centrum Szkolenia Służby Czołgowo-Samochodowej. Ostatni rocznik Szkoły Oficerskiej opuścił mury uczelni 1992 roku.
W 1994 roku powołano  Centrum Szkolenia Czołgowo-Samochodowego, które rozformowano w 2002. W koszarach po WOSS powstała Państwowa Wyższa Szkoła Zawodowa im. Stanisława Staszica.
- Komendanci
- gen. bryg. mgr inż. Jan Zieliński (1967-1969)

- gen. bryg. mgr inż. Sebastian Strzałkowski (1969 -1974)
- płk mgr inż. Antoni Siluk (1974-1982)
- płk dr Józef Ryszard Muszyński (1982-1986)
- płk dr inż. Jan Tomasz Szettel (1986-1990)

## Prymusi OSS i WOSS
- 1946 - ppor. Leonard Górecki
- 1948 - ppor. Bolesław Maik
- 1949 - ppor. Zdzisław Gałązka
- 1950 - ppor. Marian Kapuśniak
- 1951 - ppor. Marian Bandrowski
- 1952 - ppor. Jan Kłosowski
- 1953 - ppor. Władysław Bielicki
- 1954 - ppor. Andrzej Bednarski
- 1955 - ppor. Aleksander Frankowski
- 1956 - ppor. Wincenty Jończyk
- 1957 - ppor. Bolesław Maziarz
- 1958 - ppor. Jan Jucha
- 1959 - ppor. Andrzej Godlewski
- 1960 - ppor. Tadeusz Jaroszczyk
- 1961 - ppor. Władysław Rybarski
- 1962 - ppor. Leopold Włodarczyk
- 1963 - ppor. Janusz Muszyński
- 1964 - ppor. Henryk Kałwa
- 1965 - ppor. Jan Dudziak
- 1966 - ppor. Edward Kozanowski
- 1967 - ppor. Ryszard Górecki
- 1968 - ppor. Alojzy Grajczyk
- 1969 - ppor. Stanisław Kuśnierski
- 1971 - ppor. inż. Andrzej Tomas
- 1972 - ppor. inż. Zbigniew Adamski
- 1973 - ppor. inż. Andrzej Chorzewski
- 1974 - ppor. inż. Lech Borkowski
- 1975 - ppor. inż. Wiesław Jędrzejak
- 1976 - ppor. inż. Wiesław Miężalski
- 1977 - ppor. inż. Krzysztof Myszka
- 1978 - ppor. inż. Jerzy Waśkiewicz
- 1979 - ppor. inż. Aleksander Szymków
- 1980 - ppor. inż. Stanisław Senkowski
- 1981 - ppor. inż. Ryszard Smokowski
- 1982 - ppor. inż. Wiktor Kupraszewicz
- 1983 - ppor. inż. Edward Pańczuk
- 1984 - ppor. inż. Zbigniew Garczewski
- 1985 - ppor. inż. Andrzej Strużycki
- 1986 - ppor. inż. Marek Siek
- 1987 - ppor. inż. Grzegorz Sadowski
- 1988 - ppor. inż. Jerzy Bujak
- 1989 - ppor. inż. Mieczysław Manikowski
- 1990 - ppor. inż. Henryk Pietruszka
- 1991 - ppor. inż. Sławomir Gutman
- 1992 - ppor. inż. Piotr Jagielski